# Weinviertel Niederösterreich

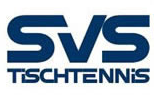
Logo du club

Le Sport Vereinigung Schwechat Niederösterreich, couramment appelé SVS Niederösterreich, est un club autrichien de tennis de table. Créé en 1998 à partir de la fusion de l'Union Wolkersdorf et du SV Schwechat, situés tous deux dans l'état fédéral de Basse-Autriche (Niederösterreich en allemand), le SVS est devenu le plus gros club d'Autriche depuis cette date car il participe à la Ligue des champions pour la 14e année consécutive en 14 éditions.

## Saison 2010-2011

### Effectif
- Stefan Fegerl
- Daniel Habesohn
- Michael Pichler
- Werner Schlager
- Chen Weixing  (naturalisé)

### Coupe d'Europe
14e participation en autant d'éditions en Ligue des Champions. Le club, situé dans un groupe composé de Dusseldorf, leur éternel rival sur la scène européenne, Bogoria et Istres, se qualifié à l'ultime journée en battant les Polonais, premier qualifiés du groupe à la surprise générale. Le Borussia Düsseldorf, triple tenant du titre et confronté à de nombreuses blessures à répétition et éliminé de la Ligue des Champions.

## Palmarès
- Ligue des champions (1) :
  - Vainqueur en 2008
  - Finaliste en 2000, 2001, 2002 et 2007
- ETTU Cup (1) :
  - Vainqueur en 2016
- Championnat d'Autriche de tennis de table (14) :
  - Champion de 1999 à 2011
- Superliga (compétition regroupant les meilleurs clubs d'Europe Centrale avec entre autres : La République Tchèque, la Hongrie, la Slovaquie, la Slovénie, la Croatie et l'Autriche) (14) :
  - Vainqueur de 1999 à 2011